# Toy (football)
Pour les articles homonymes, voir Toy.
Vitor Manuel Andrade Gomes da Costa, appelé Toy, est un footballeur international cap-verdien né le 15 juin 1977 à Lisbonne au Portugal. Il évolue au poste d'attaquant.

## Biographie
Toy possède 5 sélections et 1 but avec l'équipe du Cap-Vert. Sa première sélection a lieu en 2008, alors qu'il a plus de 30 ans.
À l'issue de la saison 2009/2010, Toy compte à son actif 58 matchs et 8 buts en 1re division portugaise.

## Palmarès
- Championnat du Portugal de D2 en 2009 avec le SC Olhanense

## Statistiques
À l'issue de la saison 2012-2013
- 90 matchs et 10 buts en 1re division portugaise
- 143 matchs et 32 buts en 2e division portugaise